# Glabellula australis
Glabellula australis is een vliegensoort uit de familie van de Mythicomyiidae. De wetenschappelijke naam van de soort is voor het eerst geldig gepubliceerd in 1924 door Malloch, oorspronkelijk geplaatst in het geslacht Pachyneres.